# Marnixring
De Marnixring is een internationale serviceclub binnen het Nederlandse taal- en cultuurgebied, die ontstaan is in de Vlaamse Beweging met ook afdelingen in Nederland, Zuid-Afrika en de Franse Nederlanden.

## Geschiedenis
De Marnixring werd opgericht in 1968, toen Frans nog de voertaal was in het merendeel der Belgische serviceclubs (Rotary International of Lions Club). Jozef Goossenaerts wilde hiervoor een alternatief bieden met de oprichting van een Vlaamse serviceclub met het Nederlands als voertaal. De naam verwijst naar Filips van Marnix van Sint-Aldegonde die tal van opdrachten vervulde in dienst van Willem van Oranje en de doelstellingen van de Marnixring verpersoonlijkt.
Het idee om na de oorlog een Vlaamse vereniging op te richten ontstond bij de historicus Jozef Goossenaerts, een bekende figuur in de Vlaamse Beweging, toen hij in 1945 was opgesloten in het interneringskamp te Lokeren. Hij overtuigde daar zijn mede-gevangene Pol Van den Noortgate, oud-oostfrontstrijder, mede-eigenaar en uitbater van “De Kalvaar". Pol van den Noortgate, behoorde samen met André Monteyne, Jos Mertens en Raymond Vindevogel tot de oprichters. Stichter Van den Noortgate hechtte enorm veel belang aan de steun en de samenhang van wie door de repressie was gestraft. Zijn grondgedachte was om al die mensen terug bij elkaar te brengen. Hulp en steun, solidariteit was nodig. Alle Vlamingen die gestraft waren wegens collaboratie met de Duitsers wilde hij verenigen.

## Doelstelling
De Marnixring heeft tot doel de Nederlandse taal- en cultuurgemeenschap te dienen.
De forumfunctie van de Marnixring bestaat erin om organisatorische en logistieke faciliteiten aan te bieden voor een platform, waarop allerlei organisaties met een problematiek, die de Marnixring ook aanbelangt, opvattingen toetsen, zodat gemeenschappelijke conclusies en zelfs strategieën tot stand kunnen komen.
Het verenigingsleven van de Marnixring krijgt vorm in elke ring in maandelijkse bijeenkomsten en andere activiteiten en in de uitwerking van ringprojecten. De maandelijkse bijeenkomsten gaan gepaard met een maaltijd en meestal is een spreker aan het woord.

## Erepenningen
De Marnixring kan een erepenning uitreiken aan een natuurlijke persoon of aan een rechtspersoon die geen lid is van de vereniging en die zich hoogst verdienstelijk heeft gemaakt in de geest van haar doelstellingen. 
Reeds uitgereikte Erepenningen (chronologisch): 
Mevr. Jozef Goossenaerts, 
Mevr. Paul Van Den Noortgate, 
Remi Bogaert, 
Fritz De Bisschop, 
Felix De Boeck, 
André Demedts, 
Willem De Meyer, 
Flor Grammens, 
Armand Preud’homme, 
Renaat van der Linden, 
Jozef Van Overstraeten, 
Luc Verbeke, 
Jozef Weyns, 
Hendrik Fayat, 
Anton Van Wilderode, 
Paul Janssen (farmacoloog), 
Herman Candries, 
Remi Piryns, 
Michiel Vandekerckhove, 
Karel Van Isacker s.j., 
Valeer Portier, 
Fernand Collin, 
Paul Daels (postuum), 
Clem De Ridder, 
Manu Ruys, 
Eric Suy, 
Max Wildiers, 
Robert Senelle, 
Vic Nees, 
Maurits Coppieters, 
Richard Celis, 
Ring TV, 
Ivan Mertens van Vlaanderen Vlagt, 
Piet Chielens van het In Flanders Fields Museum, 
Ernst Kotzé (Suid-Afrika), 
Eric Ponette, 
Remi Vermeiren, 
Stichting Taalverdediging (Nederland), 
Rik Van Cauwelaert, 
Mark Grammens, 
Rita Harnie, 
De Internationale vzw Europeade, 
Cyriel Moeyaert, 
’t Pallieterke, 
Luc Devoldere, 
Dr. Frans Debrabandere, 
Jo Haazen, Hugo De Greef